# 情熱 (吉田拓郎のアルバム)
『情熱』（じょうねつ）は、1983年11月5日に吉田拓郎がリリースしたオリジナル・アルバムである。

## 解説
- 前作に引き続きすべて作詞・作曲・編曲を吉田拓郎が担当している[3][4]。
- ロックンロール調や明るい曲調が多く[3][4]、全体的にキャッチーでポップな印象のアルバムである[3][4]。1980年代の拓郎のポップな側面が最もよく表れているのが本アルバムといえる[4]。
- 1970年代に上の世代や権威の象徴に対して反抗的であることを旗印にしていた学生運動やアングラ演劇、ミニコミ、自主映画などのサブカルチャーと呼ばれたジャンルに関わった人たちにとって、吉田拓郎の勢いはその象徴でもあったが[4]、1980年代に入ると"軽薄短小"がもてはやされ、自分たちの時代が遠くなったことを痛切に感じさせた[4]。異例の年2枚のオリジナルアルバム発売は、拓郎が音楽活動にのめり込んでいたことを意味する[4]。また同時に女性スキャンダルでマスメディアを賑わせていた時期でもあり[3][4][5]、歌詞にそれを示唆する曲も多い他[2][3][4]、内容的に時代の移り変わりについて歌った曲が多い[4][6]。
- 拓郎は1983年11月4日の埼玉県越谷市から始まるコンサートツアー『TOUR 1983 〜情熱〜』の数日前につま恋で行われたツアーリハーサルで田家秀樹の取材に答え、収録曲「男と女の関係は」は、森下愛子のことを歌ったものとはっきり明言した[7]。ジェンダー問題が煩い2020年代の今日ではなかなかお目にかかれない歌詞である[2]。1970年代後半から「ニューミュージック＝軟弱」というイメージが広がったことに関して[8]、拓郎は「男が軟弱になっちまってるコトにイライラする」などと週刊誌上で吼えていた[9]。アルバムリリース当時は森下との不倫がスキャンダラスに報道されていた時期で[2][4][5][7]、コンサートではほぼ喋らなかった（MCなし）[7]。またこの時点で二度目のつま恋オールナイトを来年やると話したが[2][7]、実施は1985年夏になった（吉田拓郎 ONE LAST NIGHT IN つま恋）。
- 『月刊明星』「'83音楽総決算」に於いて吉見佑子が1983年度のベストアルバムに選出した[10]。吉見は「もうオジサンだけどスキャンダルを起こすたびに質のいいアルバムを出すとこなんか、シンガーソングライターの鏡だと思う」と評した[10]。

## 収録曲
- 全作詞・作曲・編曲:吉田拓郎

1. Woo Baby
2. 何処へ
3. 男と女の関係は
4. I'm In Love
5. 情熱
6. SCANDAL
7. 風の時代
  - 1970年代について歌った曲。歌詞に「神田川」「心もよう」といった曲名が登場する。
8. チェックイン ブルース
9. 別離(わかれ)
10. 若い人

## 参加ミュージシャン
- A.Guitar, E.Guitar & Percussion：吉田拓郎
- E.Guitar, A.Guitar & All Splendid Solo Guitar：青山徹
- Drums & Percussion：島村英二
- Bass：武部秀明
- A.Piano, E.Piano, Organ, Synthesizer：中西康晴・エルトン永田